# بحيرة كومبس
بحيرة كومبس، هي بحيرة صغيرة تقع في الشمال الشرقي من نزل بيسبي في مقاطعة هيركايمر، نيويورك. و يصب في الشمال الشرقي عبر كومبس بروك الذي يعبر من خلال جنوب فرع نهر موس